# Tadeusz Łaukajtys
Tadeusz Jan Łaukajtys (ur. 15 maja 1940 roku w Sobotnikach, zm. 4 maja 2015) – polski taternik i alpinista, adiunkt w Instytucie Medycyny Uzdrowiskowej UMK (1971-1994) oraz kierownik Zakładu Balneotechniki w Ciechocinku. Był specjalistą w zakresie balneotechniki i fizyki aerozoli inhalacyjnych.
W latach 60 i 70-XX wieku należał do ścisłej czołówki polskich alpinistów. W latach 1967–1983 piastował funkcję prezesa Klubu Wspinaczkowego Toruń. W ciągu swojej kariery wspinaczkowej brał udział w wyprawach w Alpy, Dolomity, góry Kaukazu, Pamiro-Ałaju oraz Andach, mając w dorobku wiele pierwszych przejść w tym przejścia zimowe. Kierował dwoma wyprawami w Andy w latach 1973 i 1988, a w 1976 roku był zastępcą kierownika wyprawy na K2.

## Wybrane odznaczenia
- Złoty Krzyż Zasługi (2015)